# Флеминг (тауншип, округ Эйткин, Миннесота)
Фле́минг (англ. Fleming) — тауншип в округе Эйткин, Миннесота, США. На 2000 год его население составило 327 человек.

## География
По данным Бюро переписи населения США площадь тауншипа составляет 93,7 км², из которых 86,9 км² занимает суша, а 6,8 км² — вода (7,29 %).

## Демография
По данным переписи населения 2000 года здесь находились 327 человек, 151 домохозяйство и 107 семей. Плотность населения — 3,8 чел./км². На территории тауншипа расположено 481 постройка со средней плотностью 5,5 построек на один квадратный километр. Расовый состав населения: 98,17 % белых, 0,92 % афроамериканцев, 0,31 % коренных американцев и 0,61 % приходится на две или более других рас. Испанцы или латиноамериканцы любой расы составляли 0,31 % от популяции тауншипа.
Из 151 домохозяйства в 12,6 % воспитывались дети до 18 лет, в 63,6 % проживали супружеские пары, в 2,0 % проживали незамужние женщины и в 28,5 % домохозяйств проживали несемейные люди. 22,5 % домохозяйств состояли из одного человека, при том 7,9 % из — одиноких пожилых людей старше 65 лет. Средний размер домохозяйства — 2,17, а семьи — 2,46 человека.
12,5 % населения — младше 18 лет, 4,6 % — в возрасте от 18 до 24 лет, 19,0 % — от 25 до 44, 36,4 % — от 45 до 64, и 27,5 % — старше 65 лет. Средний возраст — 52 года. На каждые 100 женщин приходилось 112,3 мужчин. На каждые 100 женщин старше 18 приходилось 120,0 мужчин.
Средний годовой доход домохозяйства составлял 37 500 долларов, а средний годовой доход семьи — 37 500 долларов. Средний доход мужчин — 28 750 долларов, в то время как у женщин — 21 250. Доход на душу населения составил 24 298 долларов. За чертой бедности не находилась ни одна семья и 1,7 % всего населения тауншипа.